# Мосягино (Владимирская область)
Мосягино — деревня в Собинском районе Владимирской области России, входит в состав Асерховского сельского поселения.

## География
Деревня расположена в 12 км на север от центра поселения посёлка Асерхово, в 15 км на восток от райцентра Собинки.

## История
В конце XIX — начале XX века деревня входила в состав Воршинской волости Владимирского уезда, с 1926 года — в составе Улыбышевской волости. В 1859 году в деревне числилось 9 дворов, в 1905 году — 18 двора, в 1926 году — 21 хозяйств.
С 1929 года деревня входила в состав Улыбышевского сельсовета Владимирского района, с 1931 года в составе Кадыевского сельсовета Собинского района, с 1965 года — в составе Вышмановского сельсовета, с 2005 года входит в состав Асерховского сельского поселения.

## Население
| 1859 | 1905 | 1926 |
| ---- | ---- | ---- |
| 65   | 111  | 103  |

| 1859 | 1905 | 1926 | 2002 | 2010 | 2021 |
| ---- | ---- | ---- | ---- | ---- | ---- |
| 65   | ↗111 | ↘103 | ↘2   | ↗6   | →6   |